# Colección Hirschsprung
La Colección Hirschprung (en danés, Den Hirschsprungske Samling) es un museo de arte de Copenhague, Dinamarca. Se ubica en el parque Østre Anlæg, cerca del Museo Nacional de Arte, y alberga una extensa colección de arte danés del siglo XIX y principios del siglo XX. Hace énfasis en la Edad de Oro Danesa entre 1800 y 1850, pero otros artistas, como los pintores de Skagen o los de la ruptura moderna también están bien representados. 
El museo se inició a partir de la colección personal de Heinrich Hirschsprung (1836-1908), empresario del tabaco y mecenas de artistas, quien fundó su colección en 1865 y la donó al Estado danés en 1902. El edificio de la colección, es de estilo neoclásico; fue diseñado por el arquitecto Hermann Baagøe Storck, y se inauguró en 1911.